# Michael Habeck
Michael Habeck (Bad Grönenbach, 23 de abril de 1944 – Múnich, 4 de febrero de 2011) fue un actor alemán, conocido por proporcionar el doblaje alemán para Oliver Hardy después de la muerte de Bruno W. Pantel. Como actor de pantalla, hizo diferentes personajes en la versión alemana de The Muppet Show y apareció en películas como El nombre de la rosa y Astérix en America. 

## Filmografía
| Año  | Título                                   | Personaje           | Referencias       |
| ---- | ---------------------------------------- | ------------------- | ----------------- |
| 1972 | Sie liebten sich einen Sommer            | Boris               |                   |
| 1975 | Carmina burana                           | The Monk            |                   |
| 1976 | MitGift                                  | Pförtner            |                   |
| 1983 | Eisenhans                                | Habek               |                   |
| 1985 | Seitenstechen                            | Man in bus          |                   |
| 1986 | El nombre de la rosa                     | Berengario          |                   |
| 1988 | The Bourne Identity                      | El hombre gordo     | 2 episodios       |
| 1989 | Lichtschlag                              | Erdmann             |                   |
| 1990 | Die Richterin                            |                     |                   |
| 1992 | Die schwache Stunde                      |                     |                   |
| 1992 | Wir Enkelkinder                          | Ober                |                   |
| 1994 | Astérix en América                       | Luculo              | Doblaje en alemán |
| 1993 | Texas - Doc Snyder hält die Welt in Atem | Buckliger (Elender) |                   |
| 1995 | Die Sturzflieger                         | Nelson Lee          |                   |
| 1998 | Lexx                                     | Feppo               |                   |
| 2001 | Himmlische Helden                        | Palkowic            |                   |
| 2008 | Ossi’s Eleven                            | Friedrich Preis     |                   |

Fuente: